# Plan FIP
Se denomina Plan FIP al Plan Nacional de Formación e Inserción Profesional que fue oficial en España desde 1993 hasta el 2007. Todas las subvenciones otorgadas por el Gobierno de España para favorecer y fomentar la cualificación profesional principalmente de los trabajadores desempleados se agruparon en esta denominación.
Estuvo vigente hasta el 12 de abril de 2007, en que otra normativa sustituyó la existente. La nueva pasaría a denominarse Formación Profesional para el Empleo.
Fue regulada por el Real Decreto 631/1993, de 3 de mayo, por el que se regula el Plan Nacional de Formación e Inserción profesional.